# Vantaa
Vantaa (in svedese Vanda) è una città finlandese di 242819 abitanti, situata nella regione dell'Uusimaa.

## Geografia fisica

### Territorio
Confina con Helsinki, la capitale, a nord e nord-est. Altre municipalità confinanti sono Espoo a ovest, Nurmijärvi, Kerava e Tuusula a nord e Sipoo a est. Vantaa, con i comuni di Helsinki, Espoo, Vantaa, e Kauniainen forma l'area metropolitana di Helsinki. I principali quartieri della città sono Tikkurila, Myyrmäki, Martinlaakso, Hakunila, Koivukylä e Korso. Il municipio si trova nel quartiere di Tikkurila (Dickursby in svedese).
Il territorio comunale si estende su 243 km², di cui 1,90 km² di acqua. La densità abitativa è di 769,93 ab./km².

## Storia
Il nome Vantaa deriva dal fiume omonimo. Un primo insediamento, noto come Koskela (finlandese) o Forsby (svedese), era affiancato da un porto alla foce del Vanda, menzionato per la prima volta con il nome di Helsinge ("stretto", "golfo", "approdo") nel 1351 in un documento del re Magnus II di Svezia che garantiva i diritti per la pesca del salmone sul fiume Vantaa al monastero estone di Padise. Qui nel 1550 Helsinki venne fondata su ordine del re svedese Gustav Vasa per rivaleggiare con Tallinn. Il re ordinò ai mercati di Porvoo, Ekenäs, Rauma e Ulvila di trasferirsi a Helsinki ma questa rimase invece un povero paesino. Nel 1640 Per Brahe il Giovane consigliò a Cristina di Svezia di far trasferire la città nella sede attuale (attorno alla Piazza del Senato).
Il nome Vantaa fu adottato nel 1972 quando fu creato il comune.
Vantaa oggi ospita l'Aeroporto di Helsinki-Vantaa.
L'11 ottobre 2002, la città fu sconvolta dall'esplosione di una bomba nel centro commerciale Myyrmanni, che uccise 7 persone, incluso l'attentatore, uno studente di chimica diciannovenne dell'Istituto di Tecnologia di Espoo-Vantaa.

## Monumenti e luoghi d'interesse

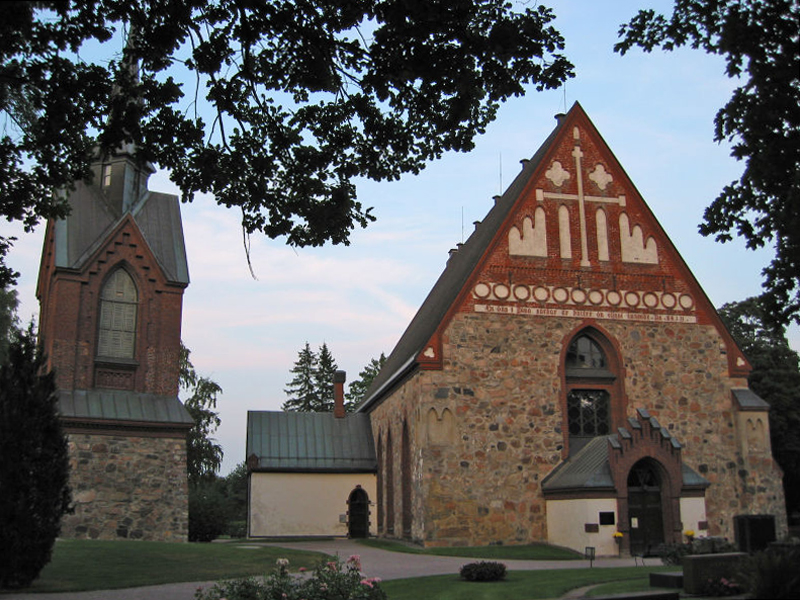
La chiesa di San Lorenzo a Vantaa

Fra le attrazioni il museo della città, dedicato alla storia locale, nel quartiere di Tikkurila. Il museo ha sede nella più vecchia stazione ferroviaria della Finlandia, progettata da Carl Albert Edelfelt e completata nel 1861.
Il più grande aeroporto del paese, l'aeroporto di Helsinki-Vantaa, si trova nel territorio comunale. La città è anche sede di un centro scientifico chiamato Heureka.

## Società
Vantaa, con una popolazione di circa 203 177 abitanti è la quarta città più popolosa della Finlandia.

### Lingue e dialetti
Le lingue ufficiali di Vantaa sono il finlandese e lo svedese, ma 11,9% parlano altre lingue, soprattutto nuovi immigrati russi ed estoni.
| %     | Ripartizione linguistica (gruppi principali) |
| ----- | -------------------------------------------- |
| 2,8%  | madrelingua svedese                          |
| 85,3% | madrelingua finlandese                       |

## Economia
Vantaa è sede principale dell'azienda di orologi Suunto.
Le banconote e monete Euro finlandesi sono stampate e coniate in questa città.

## Amministrazione

### Gemellaggi
- Nuuk
- Huddinge, Svezia[5]

## Sport
Nel 2013 a Vantaa si è tenuta la seconda edizione del campionato mondiale di football americano femminile, vinta dagli Stati Uniti.